# Philippe Jolyet
 (mars 2016).
Philippe Jolyet, né le 11 novembre 1832 à Pierre-de-Bresse (Saône-et-Loire), et mort le 10 septembre 1908 à Nay, Pyrénées-Atlantiques, est un peintre français. Il fut directeur de l'école municipale de dessin et de peinture, du musée municipal de Bayonne, et le premier conservateur du musée Bonnat-Helleu.

## Biographie
Philippe Joliet est un peintre d'origine bourguignonne qui a terminé sa carrière dans les Basses-Pyrénées. D'abord élève de l'école des beaux-arts de Dijon, il est admis le 6 avril 1854 à l'École nationale des beaux-arts de Paris comme élève de Léon Cogniet.
À partir de 1863, il expose au Salon des artistes français.
En 1886, il est présent au Salon de Pau, puis à ceux de Bayonne-Biarritz ou Saint-Jean-de-Luz.
En 1889, il succède à Achille Zo comme directeur de l'école municipale de dessin et de peinture et du musée municipal de Bayonne. Il était très apprécié du maître bayonnais Léon Bonnat qui lui confia les jeunes artistes prometteurs du Pays basque, comme Eugène Pascau, Henry Caro-Delvaille, Gabriel Roby ou Gabriel Deluc.
En 1905, il est promu officier d'Académie des Basses-Pyrénées.
En 1907, il participe encore à l'exposition de la Société des amis des arts de Pau, ainsi qu'au Salon des artistes français à Paris, mais il doit se mettre en congé de l'école de dessin et peinture de Bayonne pour raisons de santé. Il est mort en 1908 à Nay-Bourdettes près de Pau.

## Distinctions
- Officier d'académie

## Œuvres dans les collections publiques

### En Espagne
- Saint-Sébastien, musée San Telmo : Présomption, 1903, huile sur toile ;

### En France
- Bayonne :
  - musée basque et de l'histoire de Bayonne : Au jeu de quille (rampo), 1892, huile sur toile, 27 × 6 cm ;
  - musée Bonnat-Helleu : La Fille de l'Antiquaire, huile sur toile, 130 × 95 cm ;
- Dijon, musée des beaux arts : Les Gaudes en Bourgogne, 1895, huile sur bois ;
- Mâcon, musée des Ursulines : Vente mobilière en Bresse, 1864, huile sur toile, 67,5 × 92 cm ;
- Rouen, musée des beaux-arts : Indiscrétion, 1903, huile sur toile ;
- Tournus, musée Greuze : La lecture, 1893, huile sur toile.

## Galerie

Œuvres de Philippe Jolyet
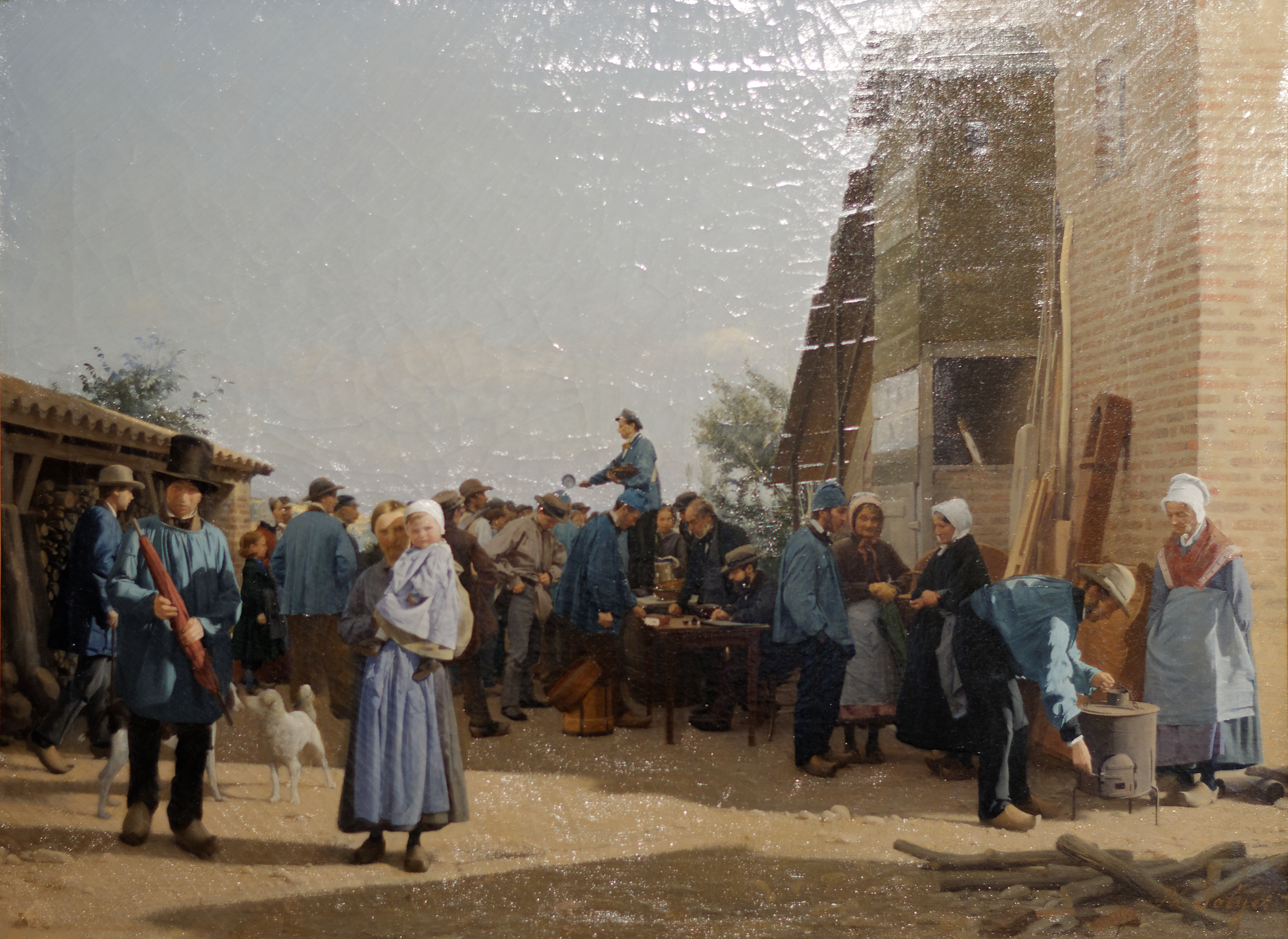
Vente mobilière en Bresse (1864), Mâcon, musée des Ursulines.
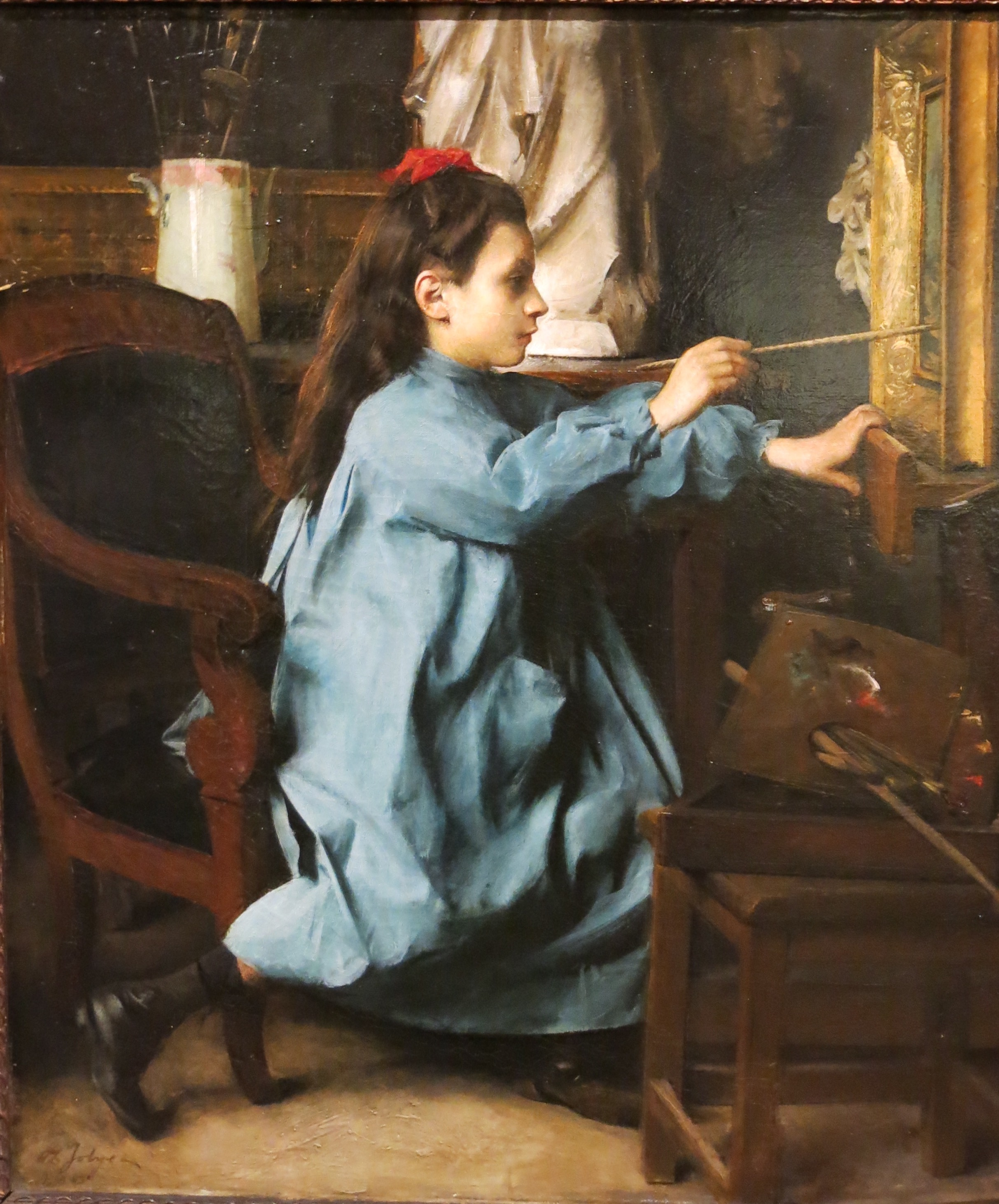
Présomption (1903), Saint-Sébastien, musée San Telmo.